# 街頭魔法王系列
街頭魔法王系列，是無綫電視一個綜藝節目系列，由街頭魔法王、街頭魔法王2、至尊街头魔法王、街頭魔法王之魔王之王以及終極街頭魔法王組成。以街頭魔術表演爲主。
- 第一輯《街頭魔法王》節目於2013年11月9日至2013年11月30日播放。
- 第二輯《街頭魔法王2》節目於2014年7月19日至2014年9月13日播放。
- 第三輯《至尊街頭魔法王》節目於2015年3月30日至2015年4月10日播放。
- 第四輯《街頭魔法王之魔王之王》節目於2016年7月18日至2016年8月5日播放。
- 第五輯《終極街頭魔法王》節目於2017年10月16日至2017年10月27日播放。

## 歷屆節目
| 屆數 | 播映日期                  | 集數 | 主持                                   | 主演                                                                         | 最高收視點 | 最低收視點 |
| ---- | ------------------------- | ---- | -------------------------------------- | ---------------------------------------------------------------------------- | ---------- | ---------- |
| 1    | 2013年11月9日－ 11月30日  | 4    | 林盛斌、泰 臣                          | 甄澤權                                                                       | 30         | 24         |
| 2    | 2014年7月19日－ 9月13日   | 9    | 林盛斌、許亦妮、陳嘉寶、梁烈唯         | Miki、甄澤權、李澤邦、 李行齊、吳家瑋、Holly、 Carson、John Fung、Gary Charm | 24         | 24         |
| 3    | 2015年3月30日－ 4月10日   | 10   | 林盛斌、吳若希                         | 甄澤權                                                                       | 22         | 21         |
| 4    | 2016年7月18日－ 8月5日    | 15   | 林盛斌、吳若希、陳凱琳、翟威廉         | 甄澤權                                                                       | 39         | 29         |
| 5    | 2017年10月16日－ 10月27日 | 10   | 林盛斌、翟威廉、陸浩明、何雁詩、林穎彤 | 甄澤權                                                                       |            |            |

### 第一輯（街頭魔法王）
於2013年11月9日首播，為街頭魔法王系列的首輯節目。節目於星期六晚上八時三十分至九時三十分播出。每集由阿Bob林盛斌及泰臣主持並由魔術師Louis甄澤權主演，一共四集。
四集節目分別請來一位美女助手，在不同的地方與Louis會合，並與觀眾一起變出不同的魔術。五位美女助手分別為萬綺雯、馬賽、黃山怡（糖妹）、陳煒及鄧麗欣。

### 第二輯（街頭魔法王2）
於2014年7月19日首播，為街頭魔法王系列的第二輯節目。本輯節目於星期六晚上八時三十分至九時三十分播出。每集由阿Bob林盛斌、許亦妮、陳嘉寶及梁烈唯主持並由魔術師Louis甄澤權主演，一共九集。
九集節目加入了全新的環節，讓一眾男、女藝員參加節目，進行淘汰賽，以角逐「魔法新人王」的美譽。

### 第三輯（至尊街头魔法王）
於2015年3月30日首播，為街頭魔法王系列的第三輯節目。有別於頭兩輯節目，本輯節目於星期一至五晚上十時三十分至十一時播出。每集由阿Bob林盛斌及吳若希主持並由魔術師Louis甄澤權主演，一共十集。
本輯節目迎增《Louis決戰甄澤權》的環節，此環節是讓魔術師甄澤權挑戰其曾在上兩輯表演的魔術並把魔術升級。例如第一輯《街頭魔法王》把叉燒飯變為餐蛋麵，而在這輯的第四集中，甄澤權把叉燒飯變為半叉燒飯半餐蛋麵。

### 第四輯（街頭魔法王之魔王之王）
於2016年7月18日首播，為街頭魔法王系列的第四輯節目。本輯節目於星期一至五晚上十時三十分至十一時播出。每集由阿Bob林盛斌、吳若希、陳凱琳及翟威廉主持並由魔術師Louis甄澤權主演，一共十五集。
本輯節目在第六至第十集分別有五位台灣魔術師登場，而在第十一集至第十五集則是他們的韓國篇，Louis還會在韓國街頭表演魔術， 還有五位韓國的帥哥，美女魔術師登場。

### 第五輯（終極街頭魔法王）
於2017年10月16日首播，為街頭魔法王系列的第五輯節目。本輯節目於星期一至五晚上十時三十分至十一時播出。每集由阿Bob林盛斌、翟威廉、陸浩明、何雁詩、林穎彤主持並由魔術師Louis甄澤權主演，一共十集。
本輯節目迎增《魔法大整蠱》的環節，Louis於第一至五集、第七集及第十集用魔術整蠱嘉賓，而第八集用魔術整蠱現場街坊。

## 軼事

### 撤換主持
《街頭魔法王2》中的主持許亦妮未能在新一輯《至尊街頭魔法王》中繼續擔任主持，有傳是由於她工作態度欠佳和向公司提出不合理的待遇而被雪藏。取而代之的是無綫近日力捧的新人吳若希，唯吳若希否認自己「執二攤」，並指自己擔任主持的決定是公司因應每輯節目都換主持的習慣而定。

### 杯麵魔術爭議
在第三輯節目《至尊街頭魔法王》中，甄澤權所表演的杯麵魔術被觀眾拍下穿崩片段，同時被一名澳門魔術師劉寶明指出為抄襲著名魔術師劉謙為其本人創作的魔術。而甄澤權方面則指指控完全失實，並會影響其個人聲譽，所以會向採取劉寶明法律行動。同時，他承認魔術的保密工夫不足，並有所疏忽，並希望日後可繼續為觀眾帶來致多歡樂。詳見至尊街頭魔法王。

## 外部連結
- 街頭魔法王 官方網站 （页面存档备份，存于）
- 街頭魔法王2 官方網站 （页面存档备份，存于）
- 至尊街頭魔法王 官方網站 （页面存档备份，存于）
- 街頭魔法王之魔王之王 官方網站 （页面存档备份，存于）
- 終極街頭魔法王 官方網站 （页面存档备份，存于）